# Anomala luctuosa
Anomala luctuosa är en skalbaggsart som beskrevs av Lansberge 1879. Anomala luctuosa ingår i släktet Anomala och familjen Rutelidae. Inga underarter finns listade i Catalogue of Life.